# Eli V van Périgord
Eli V van Périgord (1136-1205) was van 1166 tot aan zijn dood graaf van Périgord. Hij behoorde tot het huis Périgord.

## Levensloop
Eli V was de zoon van graaf Boso III van Périgord en diens echtgenote Comtorissa. In 1166 volgde hij zijn vader op als graaf van Périgord. 
In 1181 nam hij deel aan de revolutie van Aquitaanse edelen tegen hertog Richard Leeuwenhart. Deze sloeg de opstand neer, waarna Eli zich in 1182 moest onderwerpen. 
Toen Richard Leeuwenhart tijdens zijn terugreis van de Derde Kruistocht in 1192 gevangengenomen werd, sloot Eli V zich aan bij de opstand van koning Filips VI van Frankrijk en graaf Raymond V van Toulouse. Ditmaal werd de opstand neergeslagen door de Aquitaanse seneschalk Elias de la Celle en prins Sancho van Navarra. 
In mei 1204 huldigde hij in Rouen koning Filips IV van Frankrijk als leenheer van Périgord. Hiermee werden de traditionele leenverhoudingen met het hertogdom Aquitanië beëindigd. Het duurde echter tot 1214 voor Jan zonder Land, de toenmalige hertog van Aquitanië, dit erkende.
Eli V stierf rond het jaar 1205.

## Huwelijk en nakomelingen
Eli was gehuwd met Raymonde, dochter van Raymond van Turenne, burggraaf van Ribérac. Ze kregen volgende kinderen:
- Archimbald I (overleden in 1212), graaf van Périgord
- Archimbald II (overleden in 1239), graaf van Périgord
- Eli I Talleyrand, heer van Grignols
- Armand (1178-1244), grootmeester van de Orde van de Tempeliers